# Suka Makmur (Deli Tua)
Suka Makmur is een bestuurslaag in het regentschap Deli Serdang van de provincie Noord-Sumatra, Indonesië. Suka Makmur telt 11.223 inwoners (volkstelling 2010).